# Chiesa di San Leonardo (Keevil)
La chiesa di San Leonardo (in inglese Church of St Leonard) è la parrocchiale anglicana che si trova nel villaggio e parrocchia civile di Keevil che appartiene alla contea del Wiltshire nel Sud Ovest dell'Inghilterra, Regno Unito. Il luogo di culto appartiene alla diocesi di Salisbury, risale al XIII secolo e l'English Heritage lo considera un monumento classificato di seconda categoria per il suo particolare interesse storico e architettonico. 

## Storia

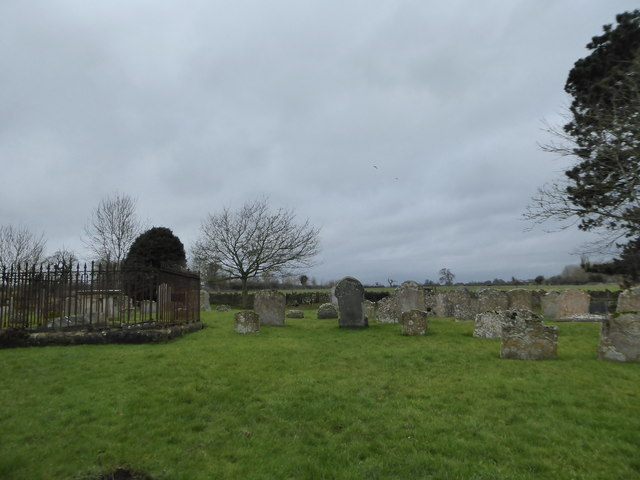
Cimitero della comunità accanto alla chiesa di San Leonardo

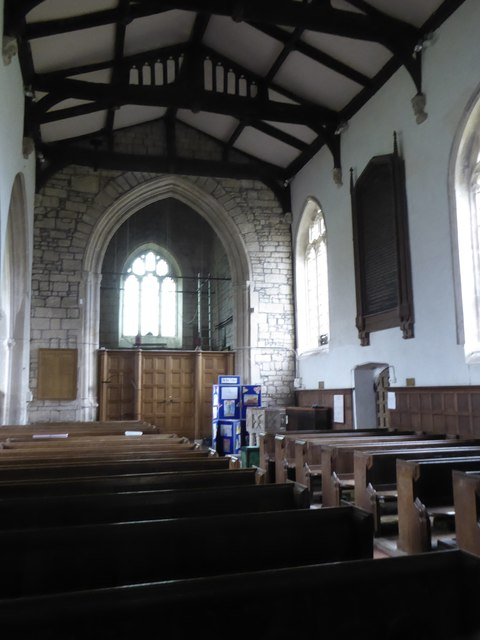
Interno della sala

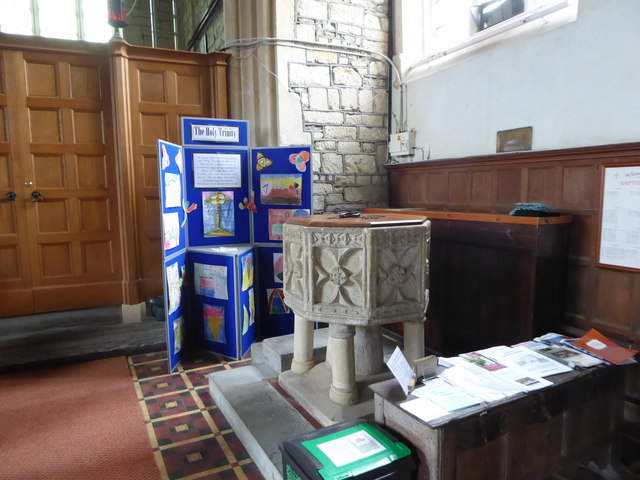
Fonte battesimale

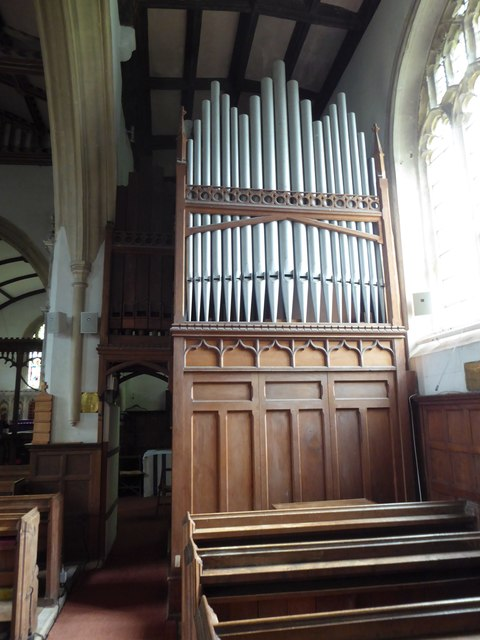
Organo a canne

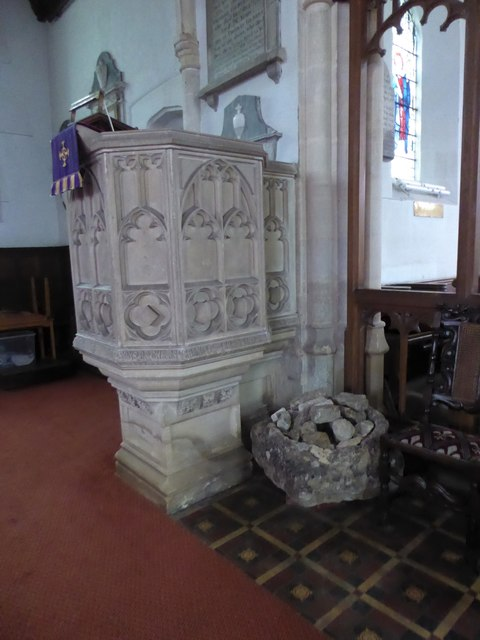
Pulpito

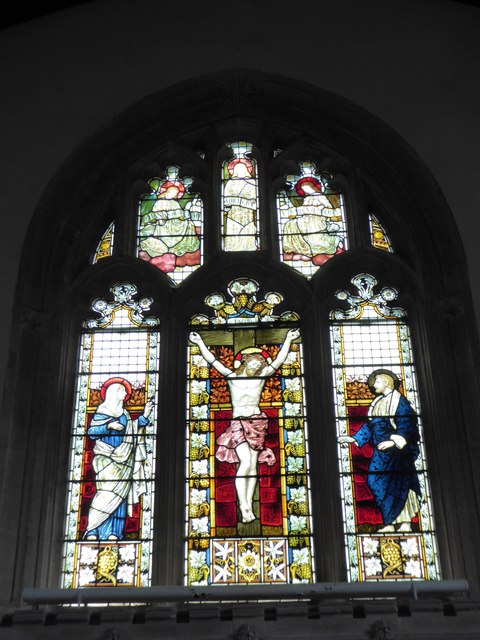
Grande vetrata policroma

La chiesa parrocchiale anglicana risale al XIII secolo, ha avuto interventi di restauro nel XV secolo, all'inizio XVI secolo, negli anni sessanta del XIX secolo e attorno al 1910. Si ritiene che all'interno della parrocchia ci fosse una chiesa molto più antica, risalente alla fine dell'XI secolo. La chiesa, le sue decime e i terreni furono concessi all'abbazia di Shaftesbury dal signore del maniero, Ernulf de Hesdin, quando sua figlia si fece monaca. Si ritiene che questa chiesa sorgesse originariamente sul sito dove in seguito venne retta la chiesa di San Leonardo ma le prove a conferma sono scarse. Nel 1393 il territorio di Keevil fu venduto dall'abbazia di Shaftesbury al priorato di Edington e si pensa che i monaci si dedicassero rapidamente alla costruzione di una nuova chiesa. La chiesa da loro costruita venne conosciuta come San Leonardo dal 1396. Inizialmente al suo interno c'erano due cappelle, una delle quali era conosciuta come la Cappella della Madonna.
La chiesa fu ampliata nel biennio 1516-1517. All'inizio del XIX secolo furono eseguiti alcuni restauri. Nel 1807 il ballatoio fu demolito a causa dei danni causati dal marciume secco che lo rendevano pericolante e nel 1814 anche i banchi furono trovati deteriorati e furono sostituiti. Il pavimento dell'altare fu rialzato e la pala d'altare venne estratta nel 1815 al costo di 42 sterline. Nel 1909 nella chiesa fu installato l'organo con la spesa di 300 sterline. Il fonte battesimale presente nella chiesa è quello originale, ma fu abbandonato nel XIX secolo quando fu sostituito da uno più recente. Nel 1840, il reverendo Crawley di Steeple Ashton trovò il fonte battesimale nel cortile di un muratore, lo acquistò e lo tenne nel suo giardino per qualche tempo prima di donarlo al reverendo W.H. Pooke, che lo rimise nella sua posizione originale nella navata della chiesa. Il sagrato fu ampliato nel 1864 e l'impianto di riscaldamento fu installato nel 1905 ma per il suo completamento fu necessario aspettare sino al 1909.
Nel 1553 sulla torre c'erano quattro campane e una campana del Sanctus, modellata al tornio. Nel marzo del 1902 la campana del tenore cadde ma poiché il telaio in legno la trattenne, nessuno rimase ferito. Nella primavera del 2000, le campane furono smontate dalla torre per la loro pulizia. Nel frattempo, vennero restaurati i telai in ghisa e le ruote in legno e installate reti di sicurezza. Le campane furono riappese il 13 settembre 2000. La canonica fu costruita nel 1842 dal reverendo Pooke e ampliata nel 1869. Inizialmente venne anche conosciuta come Field Head poi divenne una casa privata. La nuova canonica fu costruita nel 1954. L'ultimo vicario residente a Keevil risale al 1970 e da allora i vicari hanno vissuto a Steeple Ashton. Durante un restauro alla fine del XX secolo, i gargoyle in pietra che si trovavano al lato della chiesa furono considerati in condizioni così pessime da dover essere rimossi. Furono installati nuovi gargoyle, al costo di 20.000 sterline, ma avevano una funzione puramente decorativa, a differenza degli originali che servivano a drenare l'acqua in eccesso dal tetto della chiesa.

## Descrizione
L'English Heritage considera dall'11 settembre 1968 la chiesa di San Leonardo a Keevil un monumento classificato di seconda categoria per il suo particolare interesse storico e architettonico col numero 1262746. La chiesa appartiene alla diocesi di Salisbury.

### Esterni
La chiesa di San Leonardo sorge nella parte occidentale dell'abitato del villaggio di Keevil nella contea del Wiltshire nel Sud Ovest dell'Inghilterra, Regno Unito. Si trova a breve distanza dalla casa a graticcio Talboys. Edificata in conci di calcare, col tetto del presbiterio in pietra e ardesia e quello della navata centrale in piombo. La sua pianta comprende la torre a ovest, la navata e il presbiterio sud, la cappella nord e i portici a nord e sud. Il portico nord è a timpano con portale a sesto acuto modanato, mcon arcapiano e bordura con coronamento. Il lato nord della navata centrale presenta una finestra in stile gotico inglese a tre luci su entrambi i lati del portico, e i contrafforti che si elevano fino a pinnacoli a uncinetto sopra il parapetto merlato. Il secondo portico a timpano a sinistra ha la finestra sempre in gotico inglese a tre luci a sinistra. Sul timpano est della navata si trova il campanile a vela quadrato. Il presbiterio presenta una porta ad arco in stile Tudor con modanatura a coppo, una finestra a lancetta modanata a destra e una finestra in gotico inglese a due luci a sinistra. Vi sono contrafforti diagonali all'estremità est, dove è posta una finestra gotica a tre luci, con una targa murale del XVIII secolo a sinistra.
Il lato sud presenta una finestra a lancetta e una finestra gotica a due luci. La navata sud dei primi del XVI secolo presenta una parete est cieca, tre finestre gotiche a tre luci, contrafforti che si innalzano fino a pinnacoli a uncinetto, un ingresso bloccato al portico a due falde con contrafforti diagonali, un parapetto merlato con doccioni e una finestra a ovest bloccata. La torre si alza su tre piani ed è posta a ovest. Ha un basso portico del XIX secolo con all'interno l'originale portale ad arco in stile Tudor. Viene rafforzata da contrafforti e cornici marcapiano arretrati. Il piano centrale presenta finestre sottili e alte, mentre il piano delle campane ha finestre gotiche a tre luci con persiane in pietra traforata, una cornice con doccioni fino alla merlatura. La torretta ha parapetto poligonale e scale a chiocciola sull'angolo sud-est. L'orologio al primo piano della torre è privo di lancette. Non si sa esattamente quando fu costruito, ma probabilmente risale all'inizio del XVIII secolo. Nel 1553 sulla torre c'erano quattro campane e una campana del Sanctus. La campana del Sanctus della chiesa è considerata una delle più antiche del paese, risalente al XII secolo. Fu modellata al tornio, il che è degno di nota poiché la maggior parte delle campane successive furono fuse. Accanto alla chiesa si trova il cimitero della comunità.

### Interni
La sala è composta da una navata centrale ampliata dal presbiterio e da due transetti, uno nord e uno sud. La navata laterale sud e la torre ovest con tre portici, rivolti a nord, ovest e sud. La navata centrale è particolarmente interessante per la sua forma irregolare, con un lato è più corto dell'altro di almeno 30 cm, creando un effetto ottico particolare. Il presbiterio presenta due finestre a monofora. Il soffitto della sala è a cinque campate con tiranti per la navata, con travi modanate e cuspide tra i montanti, rifinito a cassettoni con bugne. L'arco della torre è alto, modanato con travetto in legno del XX secolo. All'interno della torre è appeso lo stemma reale del 1715. La navata laterale sud è a tre campate con ulteriore campata della cappella all'estremità est, con archi a sesto acuto modanati su pilastri, l'acquasantiera è cuspidata e si trova sulla parete sud all'estremità est. La cappella nord mostra le stesse modanature della cappella sud, con testata del portale ad arco Tudor che conduce all'ex scala del soppalco sulla parete est.
L'arco del presbiterio è a sesto acuto modanato come gli archi della cappella, con travetto traforato di inizio XX secolo. Il soffitto del presbiterio è a quattro campate e risale al XIX secolo, con volta a botte con costoloni modanati, la pala d'altare in pietra a pannelli del XIX secolo con mosaici raffiguranti i Quattro Evangelisti e San Leonardo e Sant'Aldelmo, La balaustra del presbiterio è del XIX secolo. Il pulpito poligonale in pietra è del XIX secolo mentre il fonte battesimale ottagonale è del XV secolo. La finestra orientale è in memoria del reverendo G.T. Chamberlaine, membro di spicco della comunità. Due finestre più piccole nella chiesa furono donate dalla famiglia Wallington, la prima nel 1901 e la seconda nel 1905.  All'interno della chiesa sono presenti numerose lapidi murali, molte delle quali realizzate in marmo colorato, che commemorano famiglie locali come la famiglia Blagden del XVIII secolo. Alcune vetrate istoriate del XIX secolo si trovano nel presbiterio e nelle cappelle. Tra i monumenti vi sono lapidi del XVII e del XVIII secolo nel presbiterio e includono una lapide con stemma araldico e volute dedicata a John Harris, morto nel 1657. Diverse lapidi del XVIII secolo nella cappella nord sono dedicate alla famiglia Beach di Keevil Manor mentre le lapidi sul muro nord includono cartigli dedicati a William Gaisford, morto nel 1754 e una lapide in marmo di Ford di Bath dedicata a Jane Talbot, morta nel 1768. Una grande lapide in marmo nella cappella sud è dedicata a Edward Blagdon, morto nel 1750. Vi sono anche diverse piccole targhe in ottone, come quella nella cappella nord dedicata a Elizabeth Gaisford, morta nel 1720.